# Exceso de infrarrojos
Un exceso de infrarrojos es una medida de una fuente astronómica, típicamente una estrella, que en su distribución de energía espectral tiene un flujo infrarrojo medido mayor que el esperado suponiendo que la estrella es un radiador de cuerpo negro. Los excesos de infrarrojos a menudo son el resultado de polvo circunestelar y son comunes en objetos estelares jóvenes y estrellas evolucionadas en la rama gigante asintótica o más.
Además, el monitoreo del exceso de emisión infrarroja de los sistemas estelares es un método posible que podría permitir la búsqueda de proyectos de ingeniería estelar a gran escala de una hipotética civilización extraterrestre; por ejemplo una esfera de Dyson o enjambre de Dyson.